# Diran Alexanian

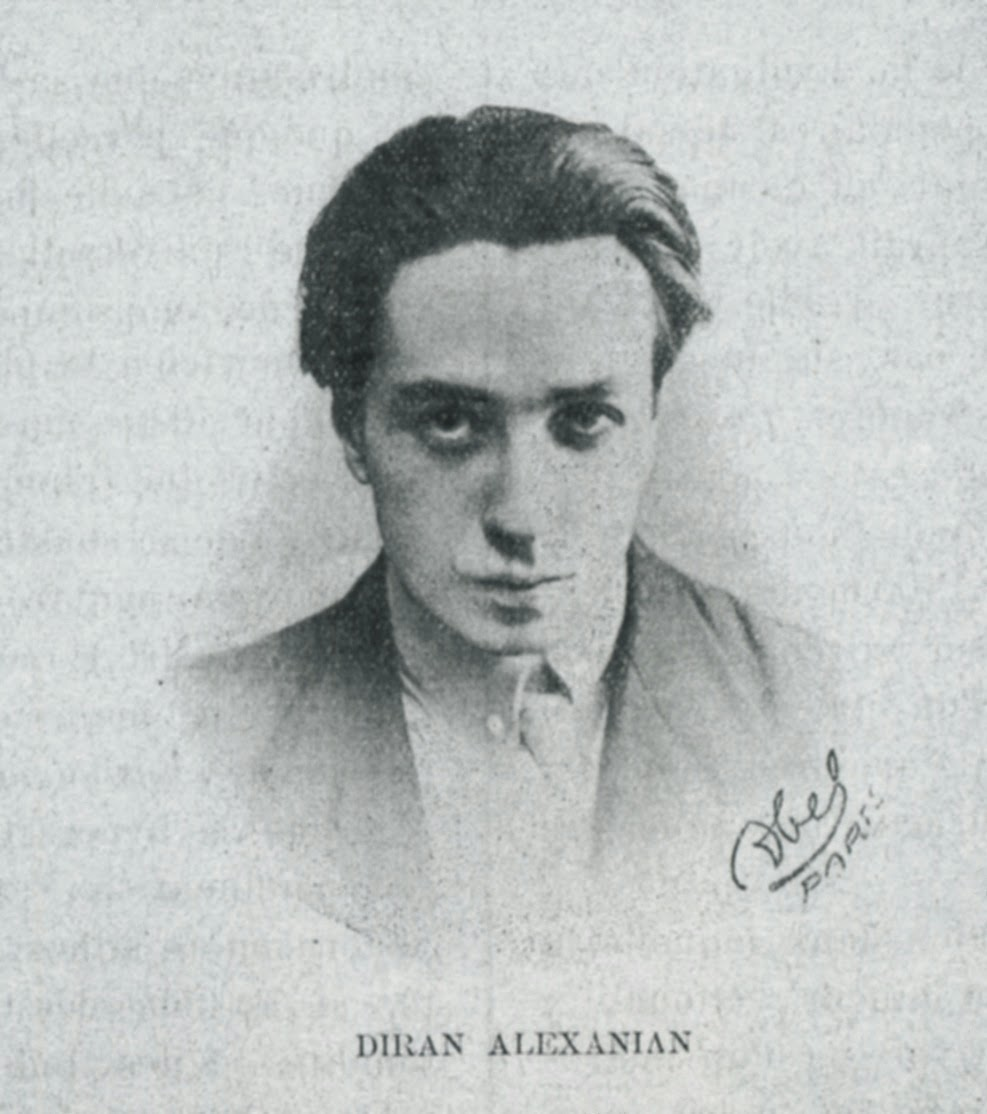
Diran Alexanian, ca. 1900

Diran Alexanian (armenisch Տիրան Ալեքսանյան, * 2. April 1881 in Konstantinopel; † 27. Juli 1954 in Chamonix) war ein Cellist, Komponist und Musikpädagoge armenischer Abstammung.

## Leben
Alexanian studierte in Leipzig bei Friedrich Grützmacher und hatte in dieser Zeit Gelegenheit, als Kammermusiker mit Johannes Brahms und Joseph Joachim aufzutreten. Als 17-Jähriger spielte er, als Vertretung von Hugo Becker, den Solopart in einer Aufführung von Richard Strauss’ Don Quixote unter Leitung des Komponisten und gab später Konzerte mit Arthur Nikisch und Gustav Mahler.
Von 1921 bis 1937 unterrichtete er als Assistent von Pablo Casals die „Casals-Klasse“ an der École Normale de Musique de Paris, wo Gabriel Cusson, Maurice Eisenberg, Antonio Janigro, Gregor Piatigorsky, Hidayat Inayat Khan, Pierre Fournier und Emanuel Feuermann zu seinen Schülern zählten. Mit Pablo Casals veröffentlichte er 1922 den Traité théorique et pratique du violoncelle und sieben Jahre später eine analytische Edition der Solosuiten von Johann Sebastian Bach. 1936 bestritt er mit dem Komponisten die Uraufführung der 2. Cellosonate von George Enescu und spielte mit ihm das Doppelkonzert von Brahms.
1937 ging Alexanian in die USA und unterrichtete dort am Peabody Institute in Baltimore und an der Manhattan School of Music in New York. Unter anderem waren hier Bernard Greenhouse, David Soyer, George Ricci, Raya Garbousova, Alexander Schneider und Mischa Schneider seine Schüler. Als Komponist trat Alexanian mit Stücken für Cello und anderen Instrumenten hervor, in denen er armenische Volksweisen verarbeitete.